# Internationale toegangscode
De internationale toegangscode of het internationaal toegangsnummer is het deel van het telefoonnummer dat gekozen moet worden om aan te geven dat men een telefoonverbinding naar het buitenland wil opbouwen. Daarna kiest men het landnummer en de verdere cijfers. Een internationale toegangscode wordt gebruikt in landen waar vanuit het nationale telefoonnetwerk ook buitenlands telefonieverkeer mogelijk is zonder tussenkomst van een telefonist(e) (IDD: International Direct Dialing). 
Beschikking 92/264/EEG van de Raad van 11 mei 1992 inzake de harmonisatie van het internationale toegangsnummer voor het telefoonverkeer in de Europese Gemeenschap bepaalt dat de lidstaten het nummer 00 in de openbare telefoonnetten als gestandaardiseerd internationaal toegangsnummer voor het telefoonverkeer invoeren. In Nederland werd dit per 1 januari 1994 ingevoerd; voor die tijd was daar 09 het internationaal toegangsnummer.
Voor internationaal bellen vanuit niet-EU-landen kan een ander internationaal toegangsnummer gelden. Bijvoorbeeld, in de landen die behoren tot de North American Numbering Plan area is de internationale toegangscode 011.
Daarom noteert men een telefoonnummer bij voorkeur niet met de internationale toegangscode maar met een plusteken (+). In plaats van de + moet dus de internationale toegangscode worden gekozen geldig in de plaats waar men zich bevindt. Het plusteken wordt op gsm-toestellen ook letterlijk gebruikt: om vanuit ieder land met een gsm-toestel internationaal te kunnen bellen dient als internationale toegangscode een + te worden ingetoetst in plaats van de 00 die in Nederland en België gangbaar zijn. 
Voor bellen vanuit het buitenland naar de meeste Europese landen vervalt in het netnummer het interlokaal toegangsnummer, doorgaans een 0. 
Neem als voorbeeld het (fictieve) Nederlandse nummer 020 1234567. Vanuit een ander Europees land is dit nummer bereikbaar via 00 31 20 1234567, wereldwijd (en ook in in gsm's) genoteerd als +31201234567. Om gelijktijdig de bereikbaarheid vanuit het binnenland en vanuit het buitenland aan te geven, instrueert het telefoonbedrijf om beide mogelijkheden te vermelden, bijvoorbeeld:
- Nationaal (020) 1234567
- Internationaal +31 20 1234567

In andere landen, zoals Italië en Spanje, vervalt het begincijfer van het netnummer niet. Voorbeeld met een nummer in Padua (049): vanuit België of Nederland toetst men 0039 049 1234567 (of +390491234567) om 049 1234567 te bereiken. Dit kan genoteerd worden als:
- Nationaal (049) 1234567
- Internationaal +39 049 1234567